# NGC 2554
NGC 2554 je galaksija u zviježđu Raku.

## Vanjske poveznice
- SEDS: NGC 2554